# Progressisti (Brasile)
I Progressisti (in portoghese: Progressistas) sono un partito politico brasiliano di orientamento conservatore fondato nel 1995; inizialmente designato come Partito Progressista Brasiliano (Partido Progressista Brasileiro - PPB), nel 2003 ha preso il nome di Partito Progressista (PP), assumendo infine l'odierna denominazione nel 2017.

## Storia
Il Partito Progressista Brasiliano nacque a seguito della fusione tra:
- Partito Progressista Riformatore, fondato nel 1993 dalla confluenza tra:
  - Partito Democratico Sociale (PDS);
  - Partito Democratico Cristiano (PDC);
- Partito Progressista, fondato nel 1993 dalla confluenza di:
  - Partito Socialista Laburista, ricostituitosi nel 1988;
  - Partito Laburista Riformatore, nato nel 1985.

Il PDS era nato dalla trasformazione dell'ARENA il partito della giunta militare al potere dal 1969 al 1985. Alle elezioni del 1982 il PDS risultò il primo partito politico con il 43,2% dei voti. Nel 1988 il PDS subì la scissione del Partito del Fronte Liberale che volle allearsi con il Partito del Movimento Democratico Brasiliano, da sempre avversario dell'ARENA.
Il PDC era, invece, un piccolo partito centrista fondato nel 1985 che si considerava erede del Partido Democrata Cristão, fondato nel 1945, quale alternativa a liberali e socialisti, e sciolto dalla dittatura militare nel 1965.
Il PDS aveva conseguito alle elezioni del 1990 l'8,9% dei voti e il PDC il 3%. Entrambi avevano visto incrementare i propri consensi, infatti, alle elezioni del 1986 aveva rispettivamente raccolto il 7,8 e l'1,2%.
Alle elezioni del 1998, il PPB ottenne il 10% dei voti, eleggendo 60 deputati e ponendosi come la quarta forza politica dopo il PSDB, PFL, PMDB. Tra il 1998 ed il 2002 il PPB sostenne il governo moderato di Fernando Henrique Cardoso del PSDB.
Alle elezioni legislative del 2002 il PPB ottenne il 7,4% dei voti ed elesse 49 seggi. Nel 2003 il Partito Progressista Brasiliano assunse la denominazione di "Partito Progressista" (da distinguere, quindi, dal soggetto politico che nel 1993 vi era confluito).
Alle elezioni del 2006 il partito calò lievemente al 7,1% dei consensi, ottenendo 41 seggi. Il calo si fece più sostanzioso alle politiche del 2010 dove il partito scese al 6,6%, ma riuscì comunque a confermare i 41 seggi delle elezioni precedenti.
Nel 2017 il partito assunse la attuale denominazione "Progressisti".
Dapprima partecipò alla coalizione di partiti leali al governo della Presidente Rousseff, per poi decidere di sostenerne l'impeachment nel 2016. Dopo aver sostenuto la presidenza di Michel Temer, rimase nell'area di governo durante la presidenza di Jair Bolsonaro, in ossequio alla politica del "centrão", ossia l'apertura a collaborare più o meno con qualunque maggioranza di governo a livello federale pur di partecipare alla spartizione del potere a favore del proprio elettorato, comune nella politica brasiliana post-dittatura.